# Tessinsches Palais

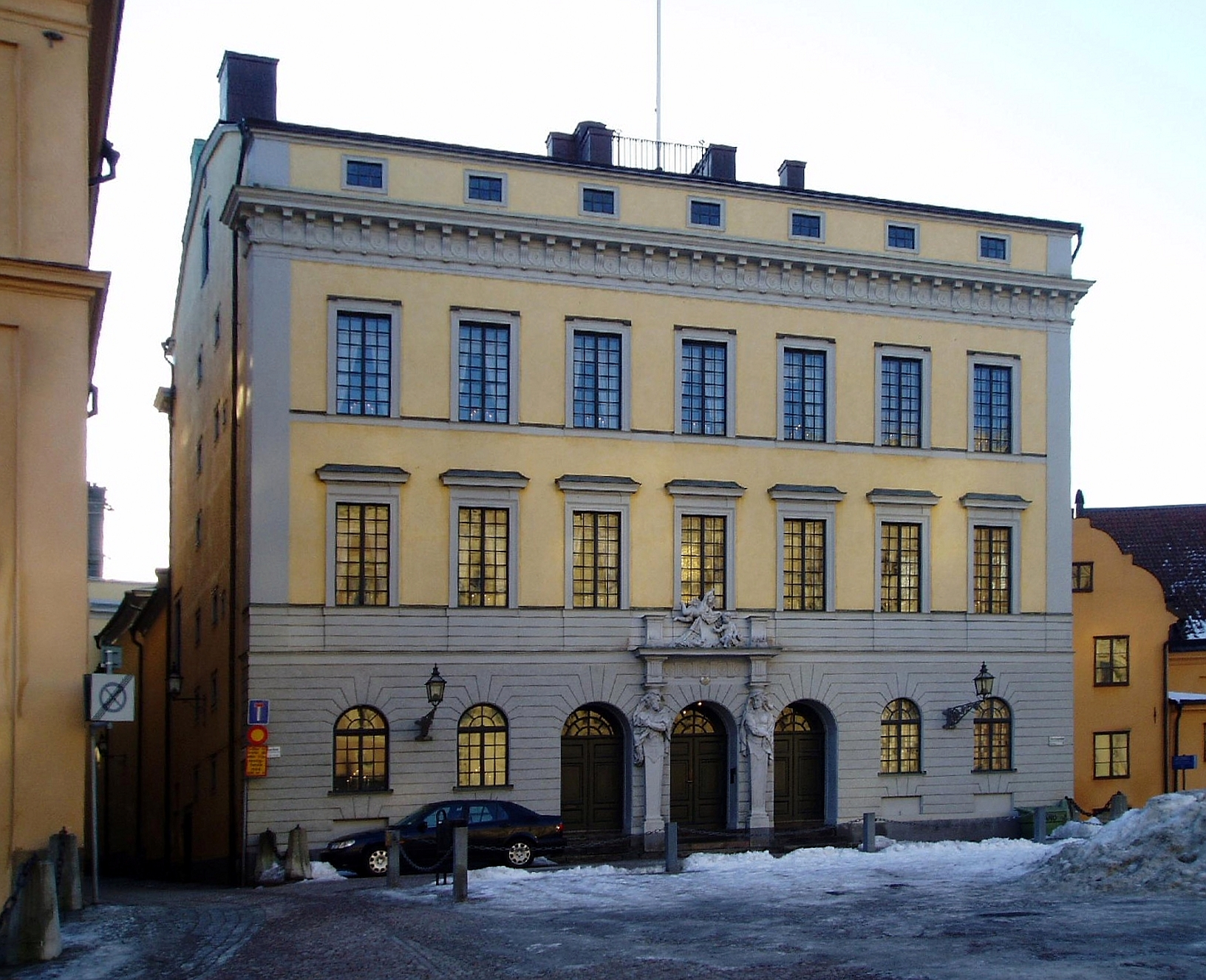
Tessinsches Palais

Das Tessinsche Palais ist ein Gebäude in der Altstadt von Stockholm. Es wurde 1692 vom Architekten des Stockholmer Schlosses, Nicodemus Tessin d. J., für sich und seine Familie errichtet.

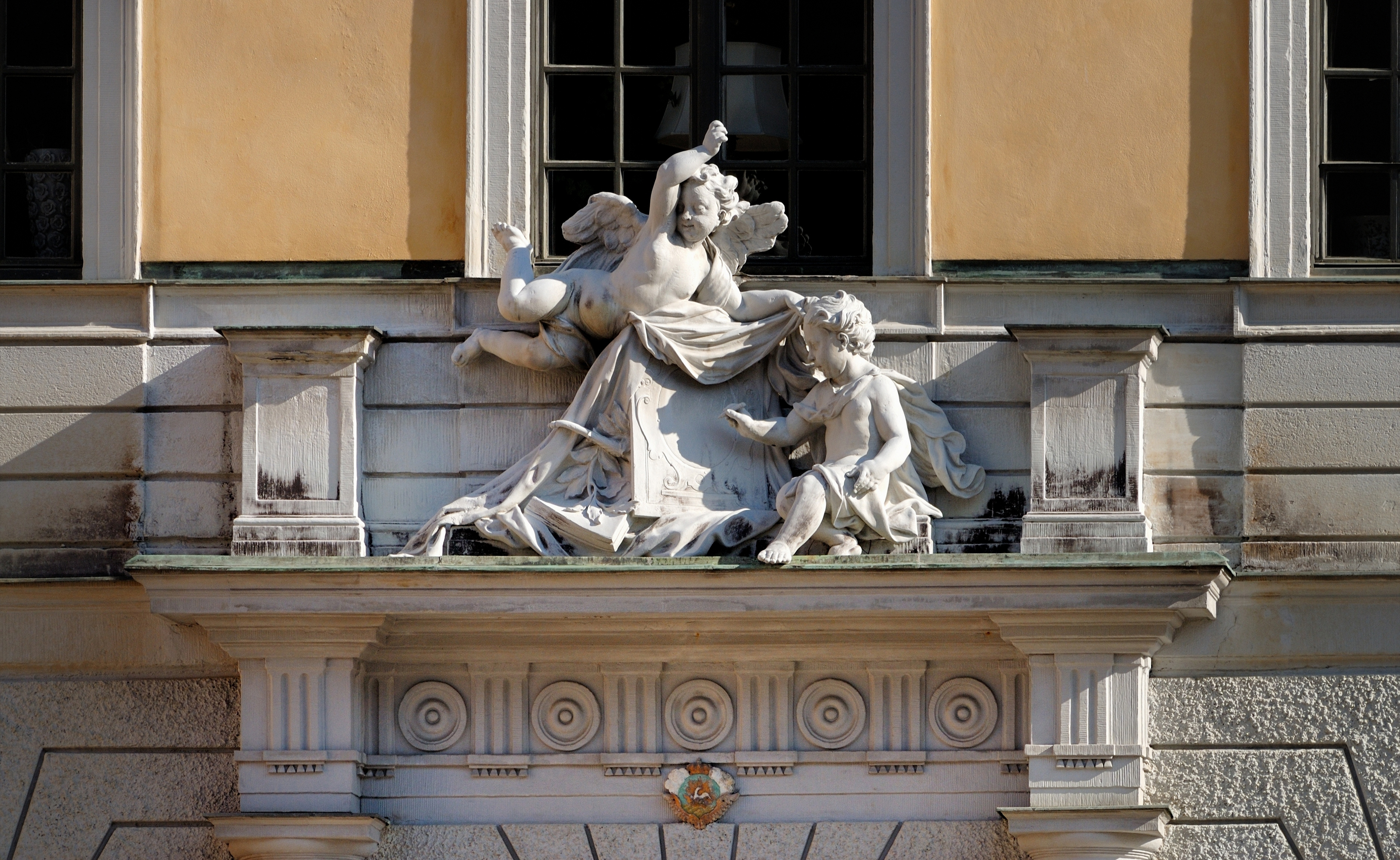
Fassadendetail über dem Eingangsportal

Die Fassade, direkt gegenüber der Südfassade des Schlosses,  ist im Barockstil gehalten und der Innenhof schließt einen Garten mit Fontäne ein. Für die Dekoration der Innenräume konnte Tessin verschiedene französische Künstler gewinnen. 1755 war der Sohn des Architekten, der Staatsmann und Diplomat Carl Gustaf Tessin, aus ökonomischen Gründen gezwungen, den Palast an das Königshaus zu verkaufen. Eigentlich sollte Prinz Karl einziehen, doch dieser fand geeignete Räume im königlichen Schloss. Daraufhin kaufte die Stadt Stockholm das Palais als Wohnsitz für den obersten Statthalter.
Seit 1965 steht das Tessinsche Palais als Byggnadsminne unter Denkmalschutz. Seit 1968 ist es die Residenz des Regierungspräsidenten der Provinz Stockholms län. Das Gebäude ist heute Eigentum des Staates.